# PUFFY
PUFFY（パフィー）は、日本の女性ボーカルデュオ、ユニット。メンバーは大貫亜美と吉村由美。1996年に奥田民生プロデュースのシングル『アジアの純真』でデビュー。1998年の『JET CD』で初のミリオンヒットを達成し、アジア諸国でもヒットした。力の抜けた自然体のスタイル、親しみやすいキャラクター、1960年代～1970年代にヒントを得たハイクオリティな楽曲が特徴。外見的な特徴としてデビュー当時の芸能界では他に類を見なかったヴィンテージファッションを採用し、ファッション界にも革命を起こしている。2000年にSXSWに出演、2002年にPuffy AmiYumi名義で北米ツアーを行い、2004年にはPUFFYをモデルにしたアニメ『ハイ!ハイ! パフィー・アミユミ』が全米でブレイクし、世界110カ国以上で放送され、全3シリーズが制作された。

## 略歴
1994年、SMAに所属する大貫亜美と吉村由美が出会い、1995年にユニットを結成。同事務所の奥田民生サウンドプロデュースの下、1996年5月にCDデビュー。奥田が他のアーティストをプロデュースするのはこれが初めてだった。デビューから4連続でミリオンヒットを記録した。また、同年の新人アーティストで最高の売上を記録。日本国外でも、アジア各国でも人気を得て、2002年には北米でもCDデビューしツアーを行う。2004年、二人をモデルにしたアニメーション番組『Hi Hi Puffy AmiYumi』が全米でスタートし、現在まで、世界110カ国以上で放映されている。しかし活動拠点はあくまで日本であり、毎年全国ツアーを行い、国内外問わず多くのイベントやフェスに参加するなど、積極的なライブ活動を行っている。
PUFFYという名前はアンディ・スターマーが命名した。当初は「The Puffy」（ザ・パフィー）とも表記されていた。

### デビュー前（1993年 - 1995年）
東京都町田市生まれ神奈川県横浜市育ちの大貫亜美は、高校在学中に結成したバンドのデモテープを、「落選通知を受け取るために」 ソニー主催のオーディションに送った。結果は合格であったが、メンバー全員乗り気でなかったため解散。志望職種であったCAを目指して神田外語学院に進学したが、彼女の声質に魅力を感じたソニーのスタッフに説得され、専門学校に通うかたわら歌唱指導を受けるなど、ソロ歌手としてデビューの準備を進めていた。
同じ頃、大阪府寝屋川市出身の吉村由美は高校を中退してアルバイトを転々とする、フリーターの生活を送っていたが、1993年の夏におこなわれた「ちょっとそこまでオーディション」でデビューのきっかけを掴んだ。そのオーディションはソニー・ミュージックエンタテインメントの主催でありながら、歌の審査がない風変わりなものだった。夏休みにホテルに集められた応募者（10代の女性）らはプールで遊ばされたり、テニス、パターゴルフ、人形劇などをさせられたが、由美はセンスあるストリートファッションに加え、姉御肌の性格を発揮してグループを取り仕切り、「媚びてなく格好良い。いいキャラクター」として担当者の目を惹いた。オーディションの狙いは、歌を専業にしない人材の発掘であり、タレント、パーソナリティ、モデルなど何でもよかった。歌手もやる、という程度の考えだったという。どのような芸能活動を行いたいか、というソニー側の質問に何となく「歌手」と答えた由美は、SMA所属のアーティストとして上京し、ボイストレーニングなどを受けた。
1994年、事務所で初めて対面した亜美と由美は、双方の内気な性格から当初は打ち解けず、由美が年長の亜美に敬語で対応する関係がしばらく続いた。しかし、思いもよらぬ芸能界入りという同じような境遇にあった二人は、徐々に友情を深め、由美が亜美の実家に出入りするまでに親密な関係となった。ソロデビューに不安を抱えていた亜美は事務所に由美とのデュオを提案し、すでに亜美のソロ音源が録音されていたにもかかわらず、すんなり受け入れられた。
その後、小室哲哉や小林武史等の活躍に影響を受け、プロデュース業に関心を寄せていた奥田民生がプロデュースを担当することになった。

### デビュー直後（1996年 - 1997年）
結成翌年の1996年5月13日、プロデュースと作曲を奥田、作詞を井上陽水が担当したシングル『アジアの純真』でメジャーデビューした。デビュー後にはPV撮影の為に渡米し、アメリカ大陸を2週間かけて横断した（この模様は『これが私の生きる道』のPVおよびビデオ・フォトブック『RUN!PUFFY!RUN!』に収められている）。その後もアルバム『amiyumi』、2ndシングル『これが私の生きる道』 と相次いで奥田プロデュースの作品を発表し、この曲は翌春の選抜高等学校野球大会の入場曲に使用された。その年の音楽新人賞を総なめにした。
1997年10月に初の冠番組であるバラエティ番組『パパパパパフィー』がテレビ朝日系列で放送開始され、2002年3月31日まで放送された。この番組は、デビュー直後に出演したフジテレビ系の音楽番組『HEY!HEY!HEY! MUSIC CHAMP』（1996年10月28日放送）において、司会の松本人志が二人の性格に対して「その様なことでは、もし冠番組を持ったときにどうするのか」として、司会の予行演習を行わせようとした際に提案した架空のテレビ番組の名をそのまま採用して生まれたものであった。

### 人気の拡大（1998年 - 2001年頃）
1997年からアジアキャンペーンを行い、1998年には台湾で発売したCD全てがゴールドディスクを受賞した。1998年、1999年にはツアーの一環として香港・台湾でもコンサートを行った（1999年は台湾大地震により中止）。シングルCDのジャケット等を担当していた、米国のイラストレーター、ロドニー・アラン・グリーンブラットによるキャラクター商品は人気を博した。さらにこの時期、二人はドラマの撮影やMCを担当していた朝の生番組『saku saku morning call』や『パパパパパフィー』の収録と、寝る暇がないほどに多忙であったが、それらと並行してレコーディングや全国ツアーなども行う。

### 北米大陸へ（2002年 - 2005年）
2000年、米国テキサス州で行われたロック・フェスティバル「SXSW」（サウス・バイ・サウスウエスト）に出演した。この時のライブは現地のアメリカ人にウケが良く、また、同じく日本から出演したナンバーガールやロリータ18号のライブに感銘を受け、2人はライブに対する考え方が変化したという。レギュラー番組が終了したのを機に、2002年に初の北米ツアーを行い、『SPIKE』で全米インディーズデビュー。この時PUFFYのプロモーションには、マスメディアを使わずに北米114都市をバスで移動するライブ活動を展開した。そして、ソニーの現地レーベルとカナダのBar/None Records（英語版）から、『SPIKE』の現地版と、ベスト盤である『An Illustrated History Of Puffy AmiYumi』（英語）（日本未発売）を発売した。これらは、米カレッジチャートにランクインした。米国で発売した最初の3枚のアルバムは合計で6万枚を売り上げた。なお、北米で「Puffy AmiYumi」と名乗るのは、パフィーの愛称を持つラッパー、ショーン・コムズから警告を受けてのことである。
2003年、米国のカートゥーン・ネットワークのアニメ『Teen Titans』の主題歌と「K2G」をアンディ・スターマーのプロデュースで共作、演奏を担当、2006年までの42作にクレジットされた。また、同局のプロデューサーは二人をモデルにしたアニメの制作をかねてより打診しており、2004年11月、アニメ『Hi Hi Puffy AmiYumi』の全米放送が開始し、それに伴ってアニメの主題歌を含むアルバム『Hi Hi Puffy Amiyumi』で全米メジャーデビューを果たす。二人はインタビューにおいて、ミュージシャン達（シンディ・ローパーやグリーン・デイなど）が自分たちを知っていて驚いたこと、原因は相手の子供たちがこのアニメのファンだったからだと語っている。
同年公開のアメリカのアニメ実写映画『スクービー・ドゥー2 モンスターパニック』において、 エンディングテーマと劇中挿入歌を担当した。
日本では同時期に『SDガンダムフォース』の主題歌を担当、2004年2月11日に業界初のガンプラ付きCDを発売した。
2005年、デビュー時から在籍していたEPICレコードからKi/oonレコードへレーベル移籍した。これはSME内の配置転換である。4月28日にアメリカの深夜バラエティー番組「ジミー・キンメル・ライブ!」第4期29話に出演した。11月にはニューヨークの秋の風物詩「メイシーズデパート主催の全米最大の感謝祭パレード」に日本人として初めて参加、アニメにも登場するライブツアー用のバスを模したフロート車で練り歩き、同デパート前でミニライブを披露した。また独占契約を結んだマテルからアミとユミのキャラクター人形が楽器や衣装、ツアーバスのおもちゃと共に発売されるのを記念し、感謝祭後から始まるクリスマス商戦に合わせてマジソンスクエアに近いトイザらスに特設コーナーが設けられた。

### デビュー10周年以降（2006年 - 2015年）
2006年にはデビュー10周年を迎えた。米国での活躍を認められ、国土交通省が中心となって推進する『ビジット・ジャパン・キャンペーン』の重点市場国の一つである米国における観光親善大使に任命された。また、同じくアニバーサリーイヤーを迎えるリプトンの紅茶アンバサダーに任命され、東京スカパラダイスオーケストラとのコラボレーションバンドを結成。6月には『パパパパパフィー』の限定復活番組が放送され、7月から1クールで『Hi Hi PUFFY部』が放送された。
2008年、アヴリル・ラヴィーンの東京ドーム公演にゲストとしてライブ出演。
2009年7月、アルバム『Bring it!』をフランスでも発売し、パリで行われたJapan Expoにてライブ出演。
2010年元日、初のオフィシャルファンクラブ期間限定結成が発表された。6月からファンクラブ旗揚げ公演と称して全国ツアーを敢行、香港で11年ぶり、台湾で12年ぶりの公演も果たし、チケットは完売、衰えない人気を示した。また、NYでのイベント出演に合わせて、『honeycreeper』『Bring it!』を全米配信リリース。2011年にはデビュー15周年を迎え、アルバム『Thank You!』の発売と4月からの全国ツアーが発表された。アニバーサリーイヤーをプロモーションすべく、例年より多くのメディア出演をこなす。
2015年11月18日、シングル『パフィピポ山』を発売。サウンドプロデュースをもふくちゃん、作詞を前山田健一、作曲をPandaBoY、編曲を浅野尚志、ミュージックビデオを「スミネム（スミス・夢眠ねむ）」が手がけた。

### デビュー20周年（2016年 - ）
2016年、デビュー20周年を迎えた。12月31日には『第67回NHK紅白歌合戦』へ出場。『紅白歌合戦』へは初出場であり、「PUFFY 20周年紅白スペシャル」として「アジアの純真」「渚にまつわるエトセトラ」の2曲を歌唱した。
2018年、12年ぶりのレギュラー番組となる『PUFFYの耳地獄』がBSスカパーにて放送開始。
2021年4月21日、25周年記念ボックスセット『PLAYLIST 〜PUFFY 25th Anniversary〜』発売。
2024年11月20日、「PUFFYとついでにTOOBOE」名義のシングル「コラージュ」（テレビアニメ『魔法使いになれなかった女の子の話』オープニングテーマ）を発売。

## 音楽性
プロデューサーである奥田は、PUFFYがアイドルの様に短期間で消費されてしまうことを嫌い、責任ある姿勢で指導に当たった。二人はこうした彼の姿勢から、彼を「先生ちゃん」と呼んで慕った。奥田は、個々のボーカルよりも二人の合わさった声に魅力を感じており、歌い方に関しても『自分のビブラートなしの歌い方を勝手に押し付けたわけですから、二人は大変だったんですよ。二人で真っ直ぐ歌えないと駄目なんで。ごまかしがきかない。日本のいわゆる歌姫と呼ばれる人たちに、PUFFYのようにやれって言ってもできないでしょうね。』と語っている。
奥田はPUFFYが特定の指導者に依存することを望まず、1999年のアルバム 『FEVER*FEVER』では、笹路正徳にプロデュースを託し、2003年のアルバム『NICE.』及び2004年のミニアルバム『59』では、アンディ・スターマーがプロデュースに当たった。特に『NICE.』では、彼が全曲を作曲した。
デビュー当初、PUFFYは「企画モノ」で終わるつもりであったため、特に目指すべき方向を持たなかった。その後は人気の下降と共に徐々にアーティスト寄りの方向に進み、『NICE.』で一つの到達点を示したことで“キャラクターから脱出し、シリアスになりかけた”。しかし、それを阻止したのはアメリカでの『Hi Hi Puffy AmiYumi』の成功であり、自身のポップ・キャラクターとしての魅力を再確認させられ、二人のやりたい音楽も明確になった。
『Splurge』以降は、かつての様に複数の作曲者から作品の提供を受け、個々にプロデュースを依頼するといった傾向が続いている。曲の提供は、しばしば奥田やアンディも手掛けるが、アルバムには国内外問わず二人が好きなアーティストにリクエストし、椎名林檎や斉藤和義、チバユウスケ、LOW IQ 01、山中さわおなどは複数の楽曲を提供している。
作詞面では、初期より二人あるいは個人での作詞も行っており、シングルとしては「たららん/パフィーのツアーメン」（1998年）で初めてPUFFYとしてクレジットされた。2006年に発表した9thアルバム『Splurge』では、ロッキング・オン編集者である兵庫慎司の全曲解説が寄せられ、二人の作詞家ぶりを絶賛している。しかし本人達としては、作詞へのこだわりは一切無い。また、全編英語詞のシングルも数曲リリースしている。

## サポートメンバー
レコーディングには楽曲ごとに様々なミュージシャンが参加しており、提供者やそのバンドメンバーが演奏することもよくある。2011年に発表した『Thank You!』では、ライブのバンドメンバーで全楽曲を演奏している。ライブはほぼ固定されたバンドで行い、テレビ出演やツアーでメンバーが替わることがあるが、リズム隊はデビュー当時からほぼ変わらない。
- ドラムス
  - 古田たかし（ex.Dr.StrangeLove、初期バンマス、1997年 - ）
PUFFYの師匠である奥田民生のサポートも行っており、それ以前にはユニコーンの川西幸一が脱退した後にも共にツアーを回ったことがある。また、古田がPUFFYのサポートに回れない時に川西が入るようになった。
  - 松川恒二（1997年）
  - ナカジマノブ（人間椅子、PONI-CAMP、ドミンゴス、テレビ出演時、2003年 - ）
  - 川西幸一（ユニコーン、2007年 - ）
以前には、1996年の事務所の年末イベントで「アジアのボイン」（「アジアの純真」+「ヒゲとボイン」）などをサポートしたことがあった。
  - 小林雅之（JUN SKY WALKER(S)、テレビ出演時、2000年 - ）
  - 山田雅人（シュノーケル、テレビ出演時、2008年 - ）
  - Pすけ（平尾 雄祐｜cembalo、2009年）
  - 山口美代子（DETROITSEVEN、BimBamBoom、2010年 - ）
- ベース
  - 井上富雄（1997年 - ）
  - 木下裕晴（ex.L⇔R、2代目バンマス鬼軍曹、1998年 - ）
  - レイ（PONI-CAMP、テレビ出演時、2003年 - ）
  - KATARU（ニューロティカ、テレビ出演時、2005年 - ）
- ギター
  - 柳沢二三男（1997年 - 2007年）
  - 辻剛（ex.JUSTY-NASTY、1997年 - 2006年）
  - 藤井謙二（ex.MY LITTLE LOVER、2006年）
  - ゴロー（ex.ロリータ18号、2006年 - ）
  - エナポゥ（PONI-CAMP、ex.ロリータ18号、テレビ出演時、2003年 - ）
  - シズヲ（ex.ニューロティカ、ゲタカルビ、シズヲバンド、2004年）
  - 中シゲオ（The Surf Coasters、2007年 - ）
  - 岩瀬敬吾（ex.19、2008年）
  - フジタユウスケ（2009年 - ）
- キーボード
  - Gee2wo（ex.RCサクセション、1998年）
  - 藤本純一（1998年 - ）
  - 斉藤有太（1997年 - ）
  - 伊東ミキオ（2006年 - ）
  - 鈴木秋則（テレビ出演時、2007年 - ）
  - 渡辺シュンスケ（副バンマス、2006年 - ）

## ディスコグラフィー

### シングル

#### オリジナル・シングル
| #    | 発売日         | タイトル                                      | 規格品番                                    | 楽曲制作                                                           | 収録アルバム        | 順位  |
| ---- | -------------- | --------------------------------------------- | ------------------------------------------- | ------------------------------------------------------------------ | ------------------- | ----- |
| 1st  | 1996年5月13日  | アジアの純真                                  | ESDB-3659                                   | 作詞：井上陽水 作曲・編曲：奥田民生                                | amiyumi             | 3位   |
| 2nd  | 1996年10月7日  | これが私の生きる道                            | ESDB-3722                                   | 作詞・作曲：奥田民生                                               | JET CD              | 1位   |
| 3rd  | 1997年3月12日  | サーキットの娘                                | ESDB-3748                                   | 作詞・作曲：奥田民生                                               | JET CD              | 1位   |
| 4th  | 1997年4月16日  | 渚にまつわるエトセトラ                        | ESDB-3749                                   | 作詞：井上陽水 作曲・編曲：奥田民生                                | JET CD              | 1位   |
| 5th  | 1997年12月12日 | MOTHER/ネホリーナハホリーナ                   | ESDB-3817                                   | 作詞：井上陽水 作曲・編曲：奥田民生                                | JET CD              | 5位   |
| 6th  | 1998年3月14日  | 愛のしるし                                    | ESDB-3832                                   | 作詞・作曲：草野正宗 編曲：奥田民生                                | JET CD              | 3位   |
| 7th  | 1998年8月29日  | たららん/パフィーのツアーメン                 | ESDB-3860                                   | 作詞：PUFFY・奥田民生 作曲・編曲：アンディ・スターマー             | FEVER*FEVER         | 4位   |
| 8th  | 1998年12月12日 | パフィー de ルンバ                            | ESDB-3888                                   | 作詞：PUFFY 作曲：田村依子 編曲：笹路正徳                          | FEVER*FEVER         | 14位  |
| 9th  | 1999年4月1日   | 日曜日の娘                                    | ESDB-3907                                   | 作詞・作曲：奥田民生 編曲：笹路正徳                                | FEVER*FEVER         | 15位  |
| 10th | 1999年6月9日   | 夢のために                                    | ESDB-3913                                   | 作詞・作曲：奥田民生                                               | FEVER*FEVER         | 12位  |
| 11th | 2000年4月5日   | 海へと/プールにて                             | ESCB-2122                                   | 作詞・作曲：奥田民生                                               | SPIKE               | 15位  |
| 12th | 2000年9月27日  | ブギウギ No.5                                 | ESCB-2173                                   | 作詞・作曲：奥田民生                                               | SPIKE               | 22位  |
| 13th | 2001年4月25日  | あたらしい日々                                | ESCB-2229                                   | 作詞：PUFFY 作曲・編曲：アンディ・スターマー                       | NICE.               | 28位  |
| 14th | 2001年12月5日  | 青い涙                                        | ESCL-2287                                   | 作詞・作曲：三田二郎 編曲：奥田民生                                | THE HIT PARADE      | 32位  |
| 15th | 2002年2月6日   | ハリケーン                                    | ESCL-2293                                   | 作詞：湯川れい子 作曲：井上大輔 編曲：奥田民生                     | THE HIT PARADE      | 36位  |
| 16th | 2002年11月20日 | 赤いブランコ/Planet Tokyo                     | ESCL-2351                                   | 作詞：PUFFY 作曲・編曲：アンディ・スターマー                       | NICE.               | 45位  |
| 17th | 2004年2月11日  | SUNRISE                                       | ESCL-2495                                   | 作詞：PUFFY 作曲・編曲：アンディ・スターマー                       | 59                  | 24位  |
| 18th | 2005年7月13日  | はじまりのうた/ナイスバディ                   | KSCL-841                                    | 作詞：PUFFY 作曲・編曲：アンディ・スターマー                       | Splurge             | 33位  |
| 19th | 2005年11月16日 | Hi Hi                                         | KSCL-896                                    | 作詞：PUFFY 作曲・編曲：アンディ・スターマー                       | Hi Hi Puffy AmiYumi | 107位 |
| 20th | 2006年4月12日  | モグラライク                                  | KSCL-978                                    | 作詞・作曲・編曲：奥田民生                                         | Splurge             | 35位  |
| 21st | 2006年5月24日  | Tokyo I'm On My Way                           | KSCL-988                                    | 作詞・作曲：デクスター・ホーランド 編曲：亀田誠治                  | Splurge             | 58位  |
| 22nd | 2006年11月22日 | 働く男                                        | KSCL-1073                                   | 作詞・作曲：奥田民生                                               | -                   | 41位  |
| 23rd | 2007年7月18日  | Boom boom beat/お江戸流れ星IV                 | KSCL-1137                                   | 作詞：PUFFY 編曲・作曲：アンダース・ヘルグレン、デビッド・マイアー | honeycreeper        | 47位  |
| 24th | 2007年9月5日   | オリエンタル・ダイヤモンド/くちびるモーション | KSCL-1167                                   | 作詞：井上陽水 作曲・編曲：奥田民生                                | honeycreeper        | 55位  |
| 25th | 2008年5月21日  | All Because Of You                            | KSCL-1253                                   | 作詞・作曲：ブッチ・ウォーカー、アヴリル・ラヴィーン               | Bring it!           | 34位  |
| 26th | 2008年8月6日   | マイストーリー                                | KSCL-1271                                   | 作詞：PUFFY 作曲・編曲：アンダース・ヘルグレン、デビッド・マイアー | Bring it!           | 44位  |
| 27th | 2009年2月25日  | 日和姫                                        | KSCL-1345                                   | 作詞・作曲：椎名林檎                                               | Bring it!           | 38位  |
| 28th | 2009年7月29日  | 誰かが                                        | KSCL-1432                                   | 作詞・作曲：チバユウスケ                                           | 15                  | 30位  |
| 29th | 2010年11月17日 | R.G.W.                                        | KSCL-1660                                   | 作詞：PUFFY 作曲：奥田民生                                         | Thank You!          | 44位  |
| 30th | 2011年2月9日   | ハッピーバースデイ                            | KSCL-1720                                   | 作詞：PUFFY 作曲：デビッド・マイアー、ピーター・クヴィント         | Thank You!          | 28位  |
| 31st | 2011年8月17日  | SWEET DROPS                                   | KSCL-1830/1                                 | 作詞・作曲：鈴木祥子                                               | 15                  | 25位  |
| 32nd | 2012年5月23日  | トモダチのわお!                               | KSCL-2040/1                                 | 作詞：PUFFY、石野卓球 作曲：石野卓球                               | 非脱力派宣言        | 85位  |
| 33rd | 2013年5月22日  | 脱ディストピア                                | KSCL-2240/1                                 | 作詞：PUFFY 作曲：石原理酉                                         | 非脱力派宣言        | 102位 |
| 34th | 2015年11月18日 | パフィピポ山                                  | WPCL-12247 （初回盤） WPCL-12248 （通常盤） | 作詞：前山田健一 作曲：PandaBoY 編曲：浅野尚志                     | THE PUFFY           | 62位  |

#### 配信限定シングル
| #   | 発売日         | タイトル                               | 楽曲制作                             | 収録アルバム |
| --- | -------------- | -------------------------------------- | ------------------------------------ | ------------ |
| 1st | 2014年4月23日  | 秘密のギミーキャット 〜うふふ 本当よ〜 | 作詞・作曲：ROLLY                    | 非脱力派宣言 |
| 2nd | 2015年7月29日  | COLORFUL WAVE SURFERS                  | 作詞：PUFFY 作曲：オカモトコウキ     | -            |
| 3rd | 2016年4月14日  | FANTASY THEATER                        | 作詞・作曲：矢内景子、近谷直之       | -            |
| 4th | 2017年3月29日  | 冒険のダダダ                           | 作詞：PUFFY 作曲：堂島孝平           | THE PUFFY    |
| 5th | 2018年12月7日  | すすめナンセンス                       | 作詞：さくらももこ 作曲：織田哲郎    | THE PUFFY    |
| 6th | 2020年7月28日  | ほうやれほ                             | 作詞：大貫亜美 編曲：渡辺シュンスケ  | -            |
| 7th | 2021年4月30日  | Pathfinder                             | 作詞：PUFFY 作曲・編曲：生形真一     | THE PUFFY    |
| 8th | 2023年11月22日 | SweetSweet                             | 作詞：奥田民生・PUFFY 作曲：奥田民生 |              |

#### コラボ・シングル
- ハズムリズム（2006年9月20日）※PUFFY×東京スカパラダイスオーケストラ 名義
- コラージュ（2024年11月20日）※PUFFYとついでにTOOBOE 名義、CDは完全生産限定[27]。

### アルバム

#### オリジナル・アルバム
| #    | 発売日         | タイトル     | 規格品番                                                                 | 順位 | 備考 |
| ---- | -------------- | ------------ | ------------------------------------------------------------------------ | ---- | --- |
| 1st  | 1996年7月22日  | amiyumi      | ESCB-1722                                                                | 3位  | ミニアルバム。台湾、香港でも発売。 初回盤はピクチャーレーベル仕様。                                              |
| 2nd  | 1998年4月1日   | JET CD       | ESCB-1871                                                                | 1位  | ミリオンヒット。台湾、香港でも発売。 初回盤はピクチャーレーベル仕様。                                            |
| 3rd  | 1999年6月23日  | FEVER*FEVER  | ESCB-1995                                                                | 3位  | 台湾、香港でも発売。 初回盤はピクチャーレーベル仕様。                                                            |
| 4th  | 2000年10月12日 | SPIKE        | ESCB-2174                                                                | 10位 | 2002年5月にアメリカでインディーズレーベルから発売。 初回盤はピクチャーレーベル仕様。                             |
| 5th  | 2003年1月22日  | NICE.        | ESCL-2357                                                                | 20位 | アンディ・スターマーによるプロデュース。アメリカ、カナダでも北米版として発売。収録曲もジャケットも異なっている。 |
| 6th  | 2004年3月31日  | 59           | ESCL-2680                                                                | 62位 | ミニアルバム。アンディ・スターマーによるプロデュース。                                                           |
| 7th  | 2006年6月28日  | Splurge      | KSCL-1010                                                                | 19位 | デビュー10周年記念アルバム。レーベル移籍第一弾。 初回限定トレーディングカード封入。                              |
| 8th  | 2007年9月26日  | honeycreeper | KSCL-1174                                                                | 27位 | 2010年全米配信リリース。                                                                                         |
| 9th  | 2009年6月17日  | Bring it!    | KSCL-1387～1388（初回生産限定盤） KSCL-1389（通常盤）                    | 17位 | 7月2日にフランスで発売、2010年全米配信リリース。                                                                 |
| 10th | 2011年3月9日   | Thank You!   | KSCL-1746～1747（初回生産限定盤） KSCL-1748（通常盤）                    | 25位 | 15周年記念アルバム。                                                                                             |
| 11th | 2021年9月22日  | THE PUFFY    | WPCL-13329（初回限定盤A） WPZL-31902（初回限定盤B） WPCL-13330（通常盤） | 27位 | 25周年記念アルバム。                                                                                             |

#### カバー・アルバム
| 発売日        | タイトル            | 規格品番  | 順位 | 備考                             |
| ------------- | ------------------- | --------- | ---- | -------------------------------- |
| 2002年2月20日 | THE HIT PARADE      | ESCL-2288 | 10位 | 初回盤はピクチャーレーベル仕様。 |
| 2009年3月25日 | PUFFY AMIYUMI×PUFFY | KSCL-1371 | -    | カバー曲のコンピレーション。     |

#### ベスト・アルバム
| 発売日         | タイトル                                   | 規格品番                                                                                     | 順位 | 備考 |
| -------------- | ------------------------------------------ | -------------------------------------------------------------------------------------------- | ---- | --- |
| 2000年7月5日   | The Very Best of Puffy / amiyumi jet fever | ESCB-2140（CD）                                                                              | 2位  | |
| 2000年7月14日  | The Very Best of Puffy / amiyumi jet fever | SYUM-0162/3（2LP）                                                                           | 2位  | |
| 2002年5月21日  | An Illustrated History                     | -                                                                                            | -    | 北米圏のみで発売。 |
| 2007年2月14日  | Hit&Fun                                    | KSCL-1097/8（初回盤） KSCL-1099（通常盤）                                                    | 9位  | 10周年記念。ファン投票による選曲。韓国、台湾、香港、マレーシア、シンガポールでも発売。                                         |
| 2011年11月23日 | 15                                         | KSCL-1891~4（初回盤） KSCL-1895/（通常盤）                                                   | 21位 | 15周年記念。"鉄板"の曲を集めたDisc1と、メンバーが"太鼓判"を押す曲を集めたDisc2の2枚組。                                        |
| 2016年4月6日   | 非脱力派宣言                               | WPCL-12291/2（BEAMSコラボ限定盤A） WPCL-12351/2（BEAMSコラボ限定盤B） WPCL-12298/9（通常盤） | 14位 | 20周年記念。歴代のシングル曲から選曲し時系列に並べたもの。新曲2曲入り。                                                        |
| 2021年4月21日  | PLAYLIST 〜PUFFY 25th Anniversary〜        | MHCL-30671~6                                                                                 | -    | 25周年記念。5CD+DVDの6枚組。歴代の曲から5つの時代・テーマごとに選曲したもの。DVDはMVやTV-SPOT映像に加えてライブ映像3曲を収録。 |

#### 企画アルバム
1. solosolo（大貫亜美吉村由美名義、1997年8月6日）
2. リミックス・アルバム『PRMX』（1999年12月31日、MDとアナログ盤も発売）
3. リミックス・アルバム『PRMX TURBO』（2003年9月18日）
4. トリビュート・アルバム『MARCHING PUFFY』（スペイン語版）（2003年11月26日）
5. サウンドトラック『Hi Hi Puffy AmiYumi』（英語版）（2004年11月16日、全米メジャーデビューアルバム）

### カバー作品
- 鈴木雅之トリビュート・アルバム『SUZUKI MANIA』（2004年2月25日発売）
  - M-10「ハリケーン」で参加
- ニューロティカトリビュート・アルバム『A.I カンパニー』（2004年3月17日発売）
  - DISC-2,M-8「東京花火」で参加
- 山口百恵トリビュート・アルバム『Thank you』（2004年5月18日発売）
  - M-6「ひと夏の経験」で参加
- ギターウルフトリビュート・アルバム『I LOVE GUITAR WOLF very much』（2004年6月23日発売）
  - M-12「CAN-NANA FEVER」で参加
- 真心ブラザーズトリビュート・アルバム『真心COVERS』（2004年9月1日発売）
  - M-5「人間はもう終わりだ」で参加
- ジョン・レノントリビュート・アルバム『HAPPY BIRTHDAY, JOHN』（2005年9月30日発売）
  - M-7「Lucy In The Sky With Diamonds」で参加
- 松田聖子トリビュート・アルバム『Jewel Songs』（2006年12月13日発売）
  - M-4「天使のウィンク」参加
- 『ユニコーン・トリビュート』／『奥田民生・カバーズ』（2007年10月24日発売）
  - DISC-2,M-7「働く男」／DISC-2,M-2「健康」で参加
- シンディ・ローパートリビュート・アルバム『We Love Cyndi -Tribute To Cyndi Lauper-』（2008年7月23日発売）
  - M-1「Girls Just Want To Have Fun」で参加
- SNUFFトリビュート・アルバム『Yowavinalaaaafincha? -A Tribute To Snuff-』（2008年9月24日発売）
  - M-12「Not Listening」で参加
- JUDY AND MARY 15th Anniversary Tribute Album（2009年3月18日発売）
  - M-2「mottö」で参加
- THE BLUE HEARTS "25th Anniversary" TRIBUTE（2010年2月24日発売）
  - M-5「人にやさしく」で参加

### VHS・DVD
1. 「RUN!PUFFY!RUN!」（VHS-1996/12/01、DVD-2000/10/12）
2. 「TOUR!PUFFY!TOUR!」（VHS-1997/09/21、DVD-2000/10/12）
3. 「JET VIDEO」（VHS-1998/06/10、DVD-2000/10/12）
4. 「JET TOUR EXTRA」（VHS-1999/01/21、DVD-2000/10/12）
5. 「FEVER FEVER VIDEO」（VHS-1999/12/18、DVD-200010/12）
6. 「CLIPS」（DVD-2000/07/05）
7. 「スパイク大作戦」（VHS、DVD-2001/04/25）
8. 「Rolling Debut Revue CANADA USA Tour 2002」（VHS、DVD-2002/12/18）
9. 「FUNCLIPS FUNCLUB」（DVD-2005/05/11）
10. 「TOUR!PUFFY!TOUR!10 FINAL at 日比谷野外音楽堂」（DVD-2006/12/20）

## タイアップ
| 楽曲                                   | タイアップ                                                                                  |
| -------------------------------------- | ------------------------------------------------------------------------------------------- |
| アジアの純真                           | CM「キリン 天然育ち」                                                                       |
| これが私の生きる道                     | CM「資生堂 ティセラ」                                                                       |
| これが私の生きる道                     | 第69回選抜高等学校野球大会・入場行進曲                                                      |
| これが私の生きる道                     | 映画『内村さまぁ〜ず THE MOVIE エンジェル』主題歌                                           |
| これが私の生きる道                     | アニメ『ReLIFE』5話ED（2016年）                                                             |
| サーキットの娘                         | CM「ヤマハ Vino」                                                                           |
| 渚にまつわるエトセトラ                 | CM「キリン 天然育ち」                                                                       |
| MOTHER                                 | ドラマ『イヴ』                                                                              |
| ネホリーナハホリーナ                   | テレビ朝日系『パパパパPUFFY』                                                               |
| 愛のしるし                             | CM「資生堂 TISS」                                                                           |
| たららん                               | CM「ダイハツ ムーヴラテ」                                                                   |
| パフィー de ルンバ                     | CM「ダイハツ ムーブラテ/資生堂 TISS」                                                       |
| 日曜日の娘                             | CM「ヤマハ Vino」                                                                           |
| 夢のために                             | CM「サントリー ビックル」                                                                   |
| 海へと                                 | CM「サントリー ビックル」                                                                   |
| プールにて                             | CM「ライオン エメロン」                                                                     |
| ブギウギ No.5                          | CM「SOTEC」                                                                                 |
| あたらしい日々                         | CM「サントリー ビックル」                                                                   |
| 赤いブランコ                           | CM「サントリー DAKARA」                                                                     |
| SUNRISE                                | アニメ『SDガンダムフォース』OP                                                              |
| はじまりのうた                         | アニメ映画『劇場版ポケットモンスターAG ミュウと波導の勇者 ルカリオ』主題歌                  |
| Hi Hi                                  | CM「AJINOMOTO さらさらキャノーラ油」                                                        |
| Hi Hi                                  | アニメ『ハイ!ハイ!パフィー・アミユミ』                                                      |
| モグラライク                           | 2006年度ザ・プロ野球（TBS）テーマソング                                                     |
| Tokyo I'm On My Way                    | CM「AJINOMOTO ヘルシーピュアライト」                                                        |
| 働く男                                 | アニメ『働きマン』OP                                                                        |
| Boom boom beat                         | CM「モード学園」                                                                            |
| お江戸流れ星IV                         | アニメ『大江戸ロケット』オープニングテーマ                                                  |
| オリエンタル・ダイヤモンド             | ANA中国線就航20周年テーマソング                                                             |
| くちびるモーション                     | CM「カネボウ Lavshuca」                                                                     |
| All Because Of You                     | CM「SONY ウォークマン」                                                                     |
| マイストーリー                         | CM「カネボウ Lavshuca」                                                                     |
| 日和姫                                 | アニメ『源氏物語千年紀 Genji』OP                                                            |
| 日和姫                                 | CM「森永乳業 MOW」                                                                          |
| 誰かが                                 | アニメ映画『劇場版 NARUTO -ナルト- 疾風伝 火の意志を継ぐ者』主題歌                          |
| R.G.W.                                 | 『トイ・ストーリー3』ブルーレイ・DVD CM                                                     |
| R.G.W.                                 | 日本テレビ『DON!』テーマソング                                                              |
| R.G.W.                                 | TVK『戦国鍋TV 〜なんとなく歴史が学べる映像〜』エンディングテーマ                            |
| ハッピーバースデイ                     | テレビ東京『JAPAN COUNTDOWN』2011年1月OP曲                                                  |
| ハッピーバースデイ                     | CM「森永乳業 MOW」                                                                          |
| SWEET DROPS                            | フジテレビ「ノイタミナ」枠アニメ『うさぎドロップ』オープニングテーマ                        |
| SWEET DROPS                            | 映画『うさぎドロップ』主題歌                                                                |
| トモダチのわお!                        | テレビせとうち『しまじろうのわお!』                                                         |
| 脱ディストピア                         | H.I.S.「自由な旅」CMソング                                                                  |
| 秘密のギミーキャット 〜うふふ 本当よ〜 | Dlife『マンハッタンに恋をして 〜キャリーの日記〜』イメージソング                            |
| COLORFUL WAVE SURFERS                  | ラゾーナバーゲン CMソング                                                                   |
| 冒険のダダダ                           | 映画『しまじろうと にじのオアシス』テーマソング                                             |
| すすめナンセンス                       | フジテレビ系アニメ『ちびまる子ちゃん』エンディングテーマ                                    |
| ほうやれほ                             | 東宝とアルファポリス「『ゆめレスキュー』AI（人工知能）子守唄プロジェクト」                  |
| Pathfinder                             | コロンビアスポーツウェアジャパンのコレクション「ESCAPE with Columbia」                      |
| SweetSweet                             | 映画『劇場版 シルバニアファミリー フレアからのおくりもの』主題歌                            |
| コラージュ                             | 毎日放送・TBS「アニメイズム」枠アニメ『魔法使いになれなかった女の子の話』オープニングテーマ |

## 国内外での活動

### 出演

#### バラエティ番組
- 竹山先生。（テレビ東京） - ミニコーナーの声の出演
- VIDEO JAM（テレビ朝日）
- saku saku morning call（初代MC、tvk、1997年）
- イチバン!（TBSテレビ、1997年8月7日）
- パパパパパフィー（テレビ朝日、1997年10月1日 - 2002年3月30日）
- スイス縦断!? これがPuffyのおさんぽ旅行 〜ハイジになりた〜い!!〜（テレビ朝日、2000年9月3日）
- Hi Hi PUFFY部（テレビ朝日、2006年7月5日 - 9月）
- がむしゃら（毎日放送、木曜 - 日曜、2010年4月 - 7月） - ナレーター

#### テレビドラマ
- ワイルドで行こう（日本テレビ、1997年9月）
- イブ（フジテレビ、1997年9月 - 12月）
- 働きマン 第7話（フジテレビ、2006年）- 本人役（声の出演）

#### テレビアニメ
- クレヨンしんちゃん（テレビ朝日、1997年10月10日） - 本人役（声の出演）
- うさぎドロップ（フジテレビ、2011年、第9話）- 本人役（声の声優）
- ちびまる子ちゃん（フジテレビ、2018年12月23日）- 大貫が大村あみ役、吉村が大村ゆみ役（声の出演）[36]

#### ラジオ番組
- SOTECパフィーのラジオ（TOKYO FM、2001年1月 - 不明）
- Hi Hi PUFFY ENGLISH（J-WAVE 月曜 - 木曜、番組「M+(MUSIC PLUS)」内組み込み）
- Amusic Diner（2021年9月5日、12日、19日、26日・FM COCOLO） - パーソナリティ
- Monthly Artist File-THE VOICE-（2021年9月5日、12日、19日・TOKYO FM/JFN37局） - パーソナリティ
- STEP ONE（2021年9月13日 -16日・J-WAVE）MY FAVORITE THINGS
- GROOVE LINE（2021年9月22日・J-WAVE） - リモートゲスト
- THE TRAD（2021年9月27日・TOKYO FM） - ゲスト
- 伊集院光とらじおと（2021年9月29日・TBSラジオ） - ゲスト

映画
- 模倣犯（2004年） - 自転車で通りすがりの二人 役
- 宇宙で1番ワガママな星（2010年） - 本人役
- 内村さまぁ〜ず THE MOVIE エンジェル（2015年） - 本人役

#### 吹き替え
- オープンシーズン（2006年） - ロージー役、マリア役

#### CM
- キリンビバレッジ 天然育ち（1996年 - 1997年頃）
- 資生堂 ティセラ、TISS
- ソニー ハンディカム、ウォークマン
- ヤマハ発動機 ビーノ
- ツーカーホン関西（1998年）[37]
- サントリー ビックル（1999年 - 2000年頃）
- ライフ ライフカード（1999年）
- ライオン エメロン・アクアピュア（2000年 - ）
- ピザハット クリスピーエッジ（2000年）
- JR九州 2枚きっぷ・4枚きっぷ（2001年夏 - 2003年春）
- 日本中央競馬会（2001年（声のみ））
- ソーテック AFiNA Style（2001年）
- 任天堂 ファミコンミニディスクシステムセレクション（2004年）
- ワーナー エンターテイメント ジャパン 『スクービー・ドゥー2・モンスターパニック』（2004年）
- 味の素・J-オイルミルズ 味の素 さらさらキャノーラ油（2005年 - ）
- 東宝 『劇場版ポケットモンスター アドバンスジェネレーション ミュウと波導の勇者 ルカリオ』（2005年）
- ダイハツ工業 ムーヴラテ（2004年 - 2008年）
- 長谷工コーポレーション・有楽土地・伊藤忠都市開発他 コロンブスシティ（千葉県幕張新都心）（2006年）
- ジョインベスト証券（2006年）
- GAPワールド展開広告キャラクター（2007年）
- 全日本空輸 中国線就航20周年キャンペーン（2007年）
- カネボウ化粧品 ラヴーシュカ（2007年 - ）
- カゴメ 野菜生活（2008年）
- 森永乳業 エスキモーMOW、ビヒダスヨーグルト（2008年 - ）
- トイ・ストーリー3DVD、Blu-ray（2010年）
- トヨタ自動車 カローラフィールダーハイブリッド 「丘を越えて Aパターン篇」（2015年） - 木村拓哉（SMAP）、OKAMOTO'S、清水翔太、矢野顕子らと共演
- キリンビール「のどごし<生>」（2016年）[38]

### ミュージック・ビデオ
- LOW IQ 01「Thorn in My Side」（2019年）

### コンサート・イベント
- 1996年 「Hit&Run2000GTR」（亜美のみ）
- 1997年 ツアー「RUN! Puffy! RUN! 」（プレ、追加公演含む14公演）

「Hit&Run2000GTR-S」（3公演、亜美はボーボーズ、由美はワイキキチャンピオンズで出演）
- 1998年 ツアー「JET TOUR 98」（自身初の日本武道館を含む国内31公演、アジア3公演）

「Hit&Run2000GTR-W」（5公演、HELL番地の夜死村、南無亜美で出演）
「燃えよドラゴンへの海の中道」「燃えよドラゴンへの沖縄」「フフフフ富士山」
- 1999年 クラブツアー「クラブサーキット'99」（国内5公演）

ホールツアー「FEVER*FEVER」（国内25公演）
「8いちだよ!全員集合」「8よんだよ!全員集合」「8ごだよ!こっちへ全員移動」「フフフフ富士山2」「ROCKING GREEN KOIWAI」
「Hit&Run2000GTR-F」（8公演）
- 2000年 ツアー「スパイク大作戦、特別編」（国内28公演）

「SXSW2000」で初のアメリカ公演
- 2001年 ツアー「2001年途中の旅」（国内21公演）
- 2002年 ツアー「Mad Dogs & Runaway Cats Rolling Cover Revue」（国内11公演）

USツアー「Rolling Debut Revue CANADA USA Tour 2002」で初の北米単独ツアー（12公演）
「SUMMER SONIC 2002」
- 2003年 Dream Power ジョン・レノン スーパー・ライヴ
- 2004年 ツアー「P-59 SPECIAL」（国内6公演、アメリカ3公演）

「Sony Music Fes.2004」「RISING SUN ROCK FESTIVAL 2004」「SETSTOCK 2004」
- 2005年 USツアー「Hi! Hi! Puffy AmiYumi ROCK SHOW *** GO WEST!!」（アメリカ7公演）

国内ツアー「Hi! Hi! Puffy AmiYumi ROCK SHOW *** GO FAR EAST!!」（国内7公演）
USツアー「Hi! Hi! Puffy AmiYumi ROCK SHOW *** GO EAST!!」（アメリカ5公演）
「SUMMER SONIC 2005」「Dream Power ジョン・レノン スーパー・ライヴ」「SMA バリ3カーニバル」
- 2006年 国内ツアー「TOUR! PUFFY! TOUR! 10」（国内13公演）、「LIVE Splurge 2006」

USツアー「Puffy AmiYumi Tour '06 Splurge!」（アメリカ7公演）
「ROCKIN'ON PRESENTS JAPAN CIRCUIT -vol.38-」「PUFFY IN 奈良東大寺」「SUMMER SONIC 2006」「ROCK IN JAPAN FESTIVAL 2006」「HIGHER GROUND 2006」「COUNTDOWN JAPAN 06/07」
- 2007年 ツアー「Hits & Fans」（国内3公演）

ツアー「PUFFY TOUR 2007 honeysweeper」（カナダ1公演、アメリカ4公演、国内7公演）
@ZEPP LEAGUE「奥田民生 vs PUFFY」「ROCK IN JAPAN FES 2007」「Hit&Runちゃん祭り2007〜ワカすバンド天国」
- 2008年 ツアー「All Because Of Live 2008」（国内3公演）

「GREEN POWER LIVE 2008」「星野楽器100周年イベント『百年の鼓動』」「ROCK IN JAPAN FES 2008」「COUNT DOWN JAPAN 08/09」
- 2009年 ツアー「Bring it!」（国内7公演）

「SOUND SHOOTER#04」「MTV SING OUT「歌おうぜ!」supported by PEPSI NEX」「ROCK IN JAPAN FES 2009」「SUMMER SONIC 2009」「川西幸一 50歳記念 チョットオンチー栄光の50年(4公演)」「COUNT DOWN JAPAN 09/10」
- 2010年 劇団アセス旗揚げ公演「カニとともに去りぬ」（国内9公演、香港、台湾）

「ROCK IN JAPAN FES 2010」「RISIN SUN ROC FESTIVAL 2010」「ap bank fes 2010」「フジフジフジQ」「JUNK!JUNK!JUNK!2010」「岩船山クリフステージ#10」「Far East To East Showcase in NY」「ベストヒット☆SMA」「COUNT DOWN JAPAN 10/11」
- 2011年 ツアー「Time for ACTION」（国内12公演）

「ROCK IN JAPAN FES 2011」

### 受賞歴
- 1996年 日本有線大賞・レコード大賞最優秀新人賞・第34回ゴールデン・アロー賞新人賞（音楽）
- 1997年 ベストジーニスト賞
- 1998年 日本ゴールドディスク大賞「ポップ・アルバム・オブ・ザ・イヤー」
- 2001年 ヘアーカラーリング賞　アーティスト部門
- 2005年 日経BP社 第4回日本イノベーター大賞　ジャパンクール賞。日本公演に訪れていたオフスプリングのデクスター・ホーランドに作曲を依頼した『Tokyo I'm On My Way』は、 LA MUSIC AWARD 06において「World Music Single of the year」に輝いた。

### NHK紅白歌合戦出場歴
| 年度/放送回               | 回 | 曲目                       | 出演順 | 対戦相手  | 備考                   |
| ------------------------- | -- | -------------------------- | ------ | --------- | ---------------------- |
| 2016年（平成28年）/第67回 | 初 | PUFFY 20周年紅白スペシャル | 1/23   | 関ジャニ∞ | 紅組先攻トップバッター |

注意点
- 出演順は「出演順/出場者数」で表す。

### その他

#### 書籍
- 「BOON PUFFY BOON」（フォトブック、祥伝社、1997年）
- 「RUN!PUFFY!RUN!」（フォトブック、ソニー・マガジンズ、1998年）
- 「パパパパPUFFY 1-3巻」（単行本、角川書店、1998年、1999年）
- 「PUFFY 大吉」（単行本、祥伝社、1999年）
- 「それはなにかとたずねたら―PUFFY1996/2000」（単行本、ぴあ、2000年）
- 「Smile」（絵本、小学館文庫、2002年）
- 「HI HI PUFFY ENGLISH」（単行本、ぴあ、2006年）
- 「あゆみ」（単行本、ソニー・マガジンズ、2006年）
- 「ツキイチ」（単行本、河出書房新社、2008年）
- 「これ なーんだ?」（絵本アプリ「こえほん」内で配信、アイフリーク、2011年）

#### ゲーム
- 「PuffyのP.S. I Love You」（プレイステーション、ソニー・コンピュータエンタテインメント、1999年）
- 「ハイ! ハイ! パフィー★アミユミ」（ゲームボーイアドバンス、ディースリー・パブリッシャー、2005年）

#### CD-ROM
- 「ROM!PUFFY!ROM!」
（缶入りTシャツ＋CD-ROM、1997年）